# Saint-Just-Saint-Rambert
Saint-Just-Saint-Rambert és un municipi francès situat al departament del Loira i a la regió d'Alvèrnia-Roine-Alps. L'any 2007 tenia 14.542 habitants.

## Demografia

### Població
El 2007 la població de fet de Saint-Just-Saint-Rambert era de 14.542 persones. Hi havia 5.453 famílies de les quals 1.370 eren unipersonals (532 homes vivint sols i 838 dones vivint soles), 1.741 parelles sense fills, 1.967 parelles amb fills i 375 famílies monoparentals amb fills.
La població ha evolucionat segons el següent gràfic:
Habitants censats

### Habitatges
El 2007 hi havia 5.986 habitatges, 5.561 eren l'habitatge principal de la família, 108 eren segones residències i 317 estaven desocupats. 4.492 eren cases i 1.480 eren apartaments. Dels 5.561 habitatges principals, 3.947 estaven ocupats pels seus propietaris, 1.532 estaven llogats i ocupats pels llogaters i 83 estaven cedits a títol gratuït; 44 tenien una cambra, 380 en tenien dues, 1.028 en tenien tres, 1.621 en tenien quatre i 2.488 en tenien cinc o més. 4.264 habitatges disposaven pel capbaix d'una plaça de pàrquing. A 2.206 habitatges hi havia un automòbil i a 2.788 n'hi havia dos o més.

### Piràmide de població
La piràmide de població per edats i sexe el 2009 era:
| Homes | Edats   | Dones |
| ----- | ------- | ----- |
| 4     | 95 o +  | 32    |
| 28    | 90 a 94 | 88    |
| 84    | 85 a 89 | 176   |
| 80    | 80 a 84 | 112   |
| 244   | 75 a 79 | 320   |
| 220   | 70 a 74 | 308   |
| 332   | 65 a 69 | 328   |
| 336   | 60 a 64 | 320   |
| 300   | 55 a 59 | 316   |
| 556   | 50 a 54 | 564   |
| 440   | 45 a 49 | 484   |
| 460   | 40 a 44 | 432   |
| 456   | 35 a 39 | 464   |
| 432   | 30 a 34 | 504   |
| 388   | 25 a 29 | 388   |
| 304   | 20 a 24 | 336   |
| 496   | 15 a 19 | 448   |
| 388   | 10 a 14 | 436   |
| 448   | 5 a 9   | 420   |
| 340   | 0 a 4   | 348   |

## Economia
El 2007 la població en edat de treballar era de 9.045 persones, 6.535 eren actives i 2.510 eren inactives. De les 6.535 persones actives 6.058 estaven ocupades (3.178 homes i 2.880 dones) i 477 estaven aturades (217 homes i 260 dones). De les 2.510 persones inactives 853 estaven jubilades, 921 estaven estudiant i 736 estaven classificades com a «altres inactius».

### Ingressos
El 2009 a Saint-Just-Saint-Rambert hi havia 5.488 unitats fiscals que integraven 13.842 persones, la mediana anual d'ingressos fiscals per persona era de 20.865 €.

### Activitats econòmiques
Dels 746 establiments que hi havia el 2007, 6 eren d'empreses extractives, 18 d'empreses alimentàries, 4 d'empreses de fabricació de material elèctric, 1 d'una empresa de fabricació d'elements pel transport, 49 d'empreses de fabricació d'altres productes industrials, 125 d'empreses de construcció, 140 d'empreses de comerç i reparació d'automòbils, 22 d'empreses de transport, 31 d'empreses d'hostatgeria i restauració, 13 d'empreses d'informació i comunicació, 45 d'empreses financeres, 39 d'empreses immobiliàries, 115 d'empreses de serveis, 85 d'entitats de l'administració pública i 53 d'empreses classificades com a «altres activitats de serveis».
Dels 193 establiments de servei als particulars que hi havia el 2009, 1 era una oficina d'administració d'Hisenda pública, 1 gendarmeria, 2 oficines de correu, 10 oficines bancàries, 2 funeràries, 17 tallers de reparació d'automòbils i de material agrícola, 1 taller d'inspecció tècnica de vehicles, 3 autoescoles, 17 paletes, 27 guixaires pintors, 16 fusteries, 26 lampisteries, 8 electricistes, 3 empreses de construcció, 14 perruqueries, 1 veterinari, 19 restaurants, 14 agències immobiliàries, 2 tintoreries i 9 salons de bellesa.
Dels 46 establiments comercials que hi havia el 2009, 3 eren supermercats, 3 botigues de més de 120 m², 2 botiges de menys de 120 m², 11 fleques, 5 carnisseries, 3 llibreries, 3 botigues de roba, 2 botigues d'equipament de la llar, 1 una sabateria, 1 una botiga d'electrodomèstics, 2 botigues de mobles, 1 una botiga de material esportiu, 1 una botiga de material de revestiment de parets i terra i 8 floristeries.
L'any 2000 a Saint-Just-Saint-Rambert hi havia 79 explotacions agrícoles que ocupaven un total de 1.378 hectàrees.

## Equipaments sanitaris i escolars
El 2009 hi havia 5 farmàcies i 3 ambulàncies.
El 2009 hi havia 5 escoles maternals i 6 escoles elementals. Saint-Just-Saint-Rambert disposava de 2 col·legis d'educació secundària amb 1.094 alumnes.

## Poblacions més properes
El següent diagrama mostra les poblacions més properes.